# Sătic
Sătic – wieś w Rumunii, w okręgu Ardżesz, w gminie Rucăr. W 2011 roku liczyła 142 mieszkańców.